# 麒麟橋

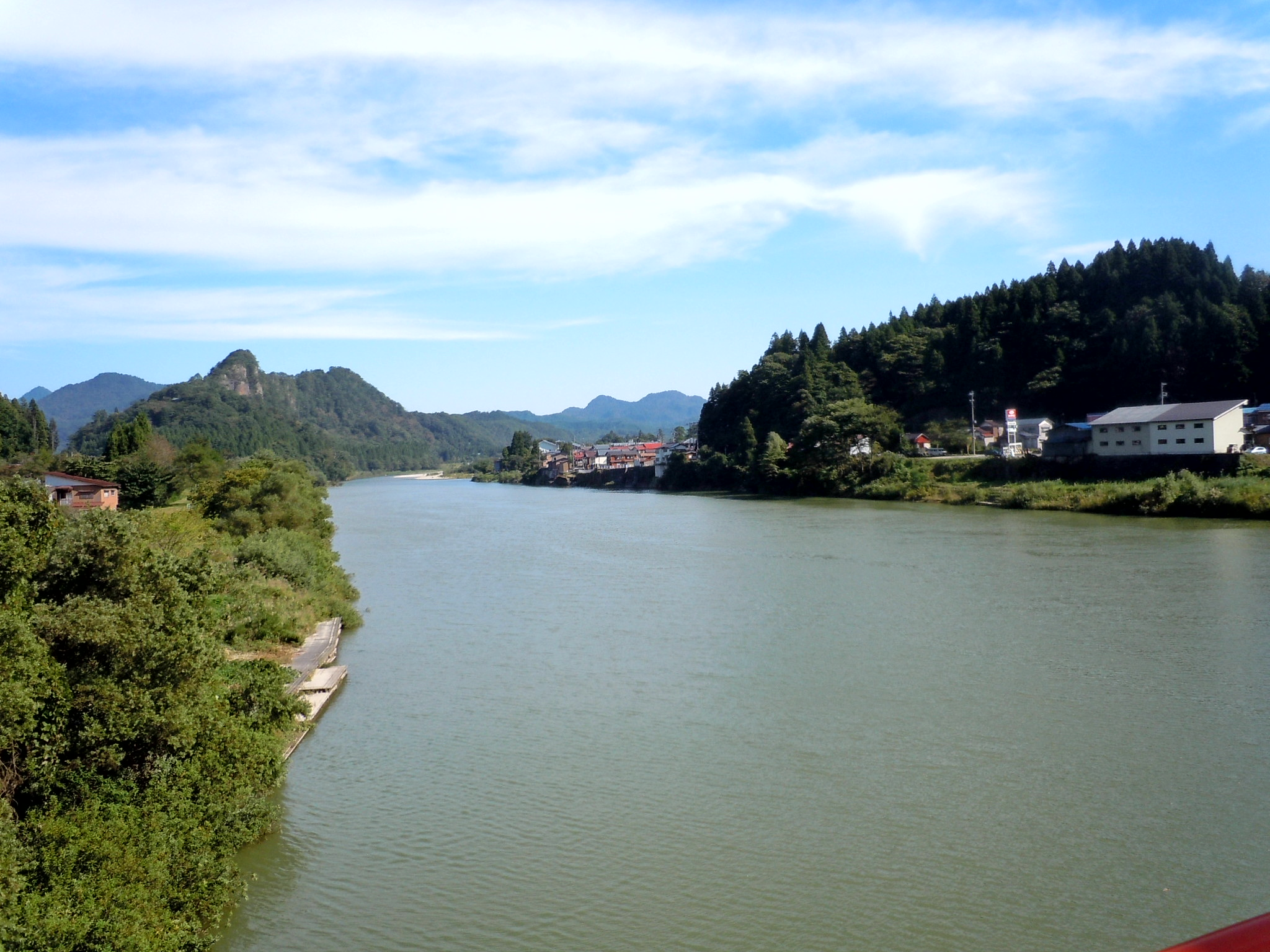
麒麟橋から見た阿賀野川

麒麟橋（きりんばし）は、新潟県東蒲原郡阿賀町の阿賀野川に架かる国道49号（重用・国道459号）の橋長242.8 m（メートル）のトラス橋・桁橋。

## 概要
阿賀町津川と同町角島の間に架かる、3径間単純鋼トラス橋および2径間単純ポストテンション方式T桁橋。南詰（左岸側）がトラス橋、北詰（右岸側）がT桁橋で、橋長242.8 m、全幅6.7 m、車道は計2車線を有し、上流側に自転車歩行者道橋を併設する。
1961年（昭和36年）に供用を開始した現橋梁は、阿賀野川を挟んで分断されている津川市街地と、北側の集落や橋梁至近に所在するJR東日本磐越西線の津川駅とを連絡する生活道路として長年機能している。麒麟橋南詰交差点以南は津川バイパスの津川トンネルへ直通し、同交差点で新潟県道14号新発田津川線および新潟県道512号西津川線と、北詰の津川駅前交差点で新潟県道174号角島鹿瀬線とそれぞれ接続する。
本橋は新潟県によって、本橋から揚川トンネルまでの区間は揚川ダム建設に伴う付け替え道路として新潟県によって建設された。
麒麟橋付近は川幅が広く、上流側に麒麟山を望む風光明媚なロケーションに位置しているが、当橋梁は既に老朽化が著しく、2008年（平成20年）の点検ではコンクリートの剥落や鉄筋の腐食や破断が見つかるなどし、2009年（平成21年）秋から翌2010年（平成22年）夏にかけて大規模な補修が行われた。また構造的にも車道幅員が5.65 mしかなく大型車両のすれ違いが困難で、北詰側は本道が見通しの悪い曲率半径60 mの急カーブとなっているなどの課題を抱えていた。加えて北詰側の同町大牧から黒岩にかけての約3.5 kmの区間は土砂災害が再三発生しており、連続雨量150 mmを超過した際には通行止となる事前通行規制区間に指定されていた。揚川トンネルも車道幅員5.5 mと狭小な上、背高海上コンテナ車両が通行できなかった。
国土交通省北陸地方整備局新潟国道事務所では、これらを解消するため抜本的対策としてバイパス道路である揚川改良の事業を実施し、2013年（平成25年）3月30日に全線供用した。これに伴い津川トンネル・麒麟橋を含む津川から大牧の区間は引き続き国道に指定されたままであるが、事前通行規制区間に指定されている大牧から黒岩にかけての区間は全面通行止めとなっている。

### 諸元
- 形式 - 鋼下路3径間単純ワーレントラス橋+PC3径間単純ポストテンションT桁橋
- 橋格 - 1等橋 (TL-20)+雪荷重 (100 kg/m3)
- 橋長 - 242.800 m
  - 支間割 - 3×60.000 m + 2×30.000 m
- 幅員
  - 総幅員 - 10.600 m - 11.100 m
  - 有効幅員 - 6.000 m
  - 車道 - 6.000 m
  - 歩道 - なし
- 総鋼重 - 254.175 t
- 下部工 - 扶壁式橋台・小判張出式橋脚
- 基礎 - 井筒基礎
- 床版 - 鉄筋コンクリート
- 施工 - 日本橋梁
- 架設工法 - ケーブルエレクション工法

### 麒麟橋側道橋
- 形式 - 鋼3径間連続箱桁橋+鋼2径間単純合成鈑桁橋
- 橋長 - 242.800 m
- 幅員 - 2.5 m
- 下部工 - 重力式橋台・張出式橋脚（橋梁添加）

## 沿革
- 1958年（昭和33年）9月18日 - 台風21号により、麒麟橋流出（現在よりも上流に架かっていたとされる）[9]。
- 1961年（昭和36年） - 新潟県により架設された現橋梁が開通[7]。
- 1963年（昭和38年） - 一級国道49号となり同年に直轄区間として建設省北陸地方建設局新潟工事事務所が担当[10]。
- 1972年（昭和47年） - 側道橋を架設[7]。
- 1980年（昭和55年）12月5日 - 本橋南側までの津川バイパス開通[11]。
- 2013年（平成25年）3月30日 - 揚川改良開通[5]。

## 周辺
- 麒麟山
- 麒麟山公園
- 麒麟山温泉